# Augustus 2025
Dit artikel geeft een chronologisch overzicht van de belangrijkste gebeurtenissen per dag in de maand augustus van het jaar 2025.

## Gebeurtenissen

### 15 augustus
- In Anchorage, de hoofdstad van Alaska, ontvangt de Amerikaanse president Donald Trump de Russische president Vladimir Poetin voor een topoverleg over een einde aan de oorlog in Oekraïne. De vredesbesprekingen leiden op dat moment niet tot veel duidelijke resultaten.[1] De Oekraïense president Volodymyr Zelensky praat vijf dagen later in het Witte Huis met Trump ook over de oorlog. Ook een aantal andere Europese leiders zijn aanwezig bij de besprekingen.[2]

### 18 augustus
- In – voornamelijk het noordwesten van – Spanje woeden de ergste natuurbranden van de eeuw tot nu toe; sinds half juli is er 3434 km² aan natuurgebied afgebrand.[3]

### 19 augustus
- Als gevolg van zware overstromingen in het noorden van Pakistan zijn volgens berichten van de autoriteiten sinds afgelopen week bijna 400 doden gevallen. Vooral de provincie Khyber-Pakhtunkhwa wordt zwaar getroffen.[4]
- In de Afghaanse provincie Herat komen zeker 71 mensen om het leven als een bus in brand vliegt. Het betreft voornamelijk Afghanen die door Iran waren uitgezet en nu onderweg waren naar Kabul.[5]

## Overleden
← · januari · februari · maart · april · mei · juni · juli · augustus · september · oktober · november · december ·  →